# أكسيد الإتريوم الثلاثي
أكسيد الإتريوم الثلاثي هو مركب كيميائي لاعضوي صيغته Y2O3، ويوجد على هيئة صلب أبيض.
ينتمي هذا المركب إلى مجموعة الأكاسيد، ويعرف أيضاً باسم «إتريا».

## التحضير
يحضر هذا المركب بعدة أساليب، وهو الشكل المستقر من التفكك الحراري لعدة مركبات، مثل أكسالات الإتريوم:
{\displaystyle \mathrm {2\ Y_{2}(C_{2}O_{4})_{3}+3\ O_{2}\longrightarrow 2\ Y_{2}O_{3}+12\ CO_{2}} }

## الخواص
يوجد المركب في الشروط القياسية على عدة هيئة صلب أبيض، وهو غير منحل في الماء.
للمركب نقطة انصهار وغليان مرتفعة، وتبلغ قيمة الناقلية الحرارية لأكسيد الإتريوم مقدار 27 واط/(م.كلفن).

## الاستخدامات
لأكسيد الإتريوم تطبيقات متنوعة، منها استخدامه في المواد الفسفورية وليزر الحالة الصلبة والمواد السيراميكية.